# XO-3
XO-3은 기린자리 방향으로 지구로부터 약 850광년 떨어진 곳에 있는 F형 주계열성이다. 이 별은 우리 태양보다 좀 더 무겁고, 더 밝고 뜨겁다. 겉보기 등급은 +9.91로 맨눈으로는 볼 수 없으며 작은 망원경이 있어야 관측이 가능하다.

## 행성계
2007년 이 별을 도는 가스 행성 XO-3b가 발견되었다. 발견에는 XO 망원경을 이용했으며, 기술적으로는 행성이 우리 시야와 항성 사이를 지나가면서 별빛을 일정량 가리는 행성 횡단법이 사용되었다. 행성 횡단법으로 발견된 행성들은 궤도경사각의 크기를 거의 실제 수치에 가깝게 구할 수 있기 때문에, 발표된 질량 수치는 실제 질량이다. 이 천체의 질량은 목성의 11.79배로, 행성과 갈색 왜성의 경계로 불리는 목성질량 13배에 근접해 있으므로 슈퍼목성으로 볼 수 있다.
| 동반 천체 (가까운 천체순) | 질량 (MJ)    | 공전주기 (일)       | 공전궤도 반지름 (AU) | 이심률       |
| ------------------------- | ------------ | ------------------- | -------------------- | ------------ |
| b                         | 11.79 ± 0.59 | 3.1915239 ± 0.00023 | 0.0454 ± 0.00082     | 0.26 ± 0.017 |